# Brillant (Schriftmaß)
Non Plus Ultra (2 Punkt)
Microscopique (2,5 Punkt)
Brilliant (3 Punkt)
Diamant (4 Punkt)
Perl (5 Punkt)
Nonpareille (6 Punkt)
Insertio (6,5 Punkt)
Kolonel (7 Punkt)
Petit (8 Punkt)
Borgis (9 Punkt)
Korpus (10 Punkt)
Rheinländer (11 Punkt)
Cicero (12 Punkt)
Mittel (14 Punkt)
Tertia (16 Punkt)
Paragon (18 Punkt)
Text (20 Punkt)
Kanon (36 Punkt)
Konkordanz (48 Punkt)
Sabon (60 Punkt)
Die Brillant oder Viertelcicero ist ein Schriftgrad. Sie ist der drittkleinste je im Bleisatz gegossene Schriftgrad und hat eine Kegelhöhe von drei Didot-Punkten, das entspricht 1,128 mm.
Die Namen Brillant für einen Drei-Punkt-Kegel und Diamant für einen Vier-Punkt-Kegel weisen auf den hohen Wert und die handwerkliche Kunst dieser Feinarbeit hin. Eine Brillant-Schrift wurde erstmals in Amerika geschnitten. Um diese kleinen Schriftbilder im Handsatz wirtschaftlich einsetzen zu können, wurden sie oft auf Sechs-Punkt-Kegel gegossen.
Schriftmaße haben in vielen europäischen Ländern andere Namen oder gleiche Namen bezeichnen unterschiedliche Kegelhöhen. Schriften dieser Größe heißen in Frankreich Diamant, in Holland Microscoop, in England Excelsior, in Spanien und Italien Diamante.